# 康能洙
康能洙（1930年2月21日—2015年7月21日），又译姜能洙，朝鲜民主主义人民共和国文学评论家和政治人物。朝鲜劳动党中央政治局委员，第12届最高人民会议代议员、副议长。

## 履历
- 1930年生于平壤，金日成综合大学朝鲜文学专业毕业，
- 1973年3月任朝鲜作家联盟委员会指导员，曾率代表团访问苏联。
- 1986年2月任劳动党中央委员会创作室长，
- 1989年任4.15文学创作团团长，作家同盟中央委员会副委员长。
- 1997年8月被授予金日成勋章。
- 1999年9月至2003年9月起担任文化相，
- 2003年9月当选最高人民会议副议长，
- 2004年2月任朝鲜金日成花金正日花委员会委员长。
- 2006年3月6.15南北共同宣言，任朝鲜执行委员会副委员长并出席会议。
- 2006年6月至2010年1月起再次担任文化相
- 2008年4月被免除最高人民会议副议长职务，
- 2010年1月起任劳动党中央委员会电影部部长兼国家电影委员会委员长。
- 2010年6月7日任内阁副总理。
- 2010年9月当选朝鲜劳动党中央政治局委员。
- 2015年7月21日逝世，享年85岁。[1]

## 著作
- “文学基础”（1966）
- “时代与文学”（1991）